# Rhamnus tangutica
Rhamnus tangutica là một loài thực vật có hoa trong họ Táo. Loài này được J.J. Vassil. miêu tả khoa học đầu tiên năm 1940.